# Bartkowa Przełączka
Bartkowa Przełączka (słow. Bartkova štrbina, ok. 2340 m) – wąska przełęcz znajdująca się w grani głównej Tatr w słowackiej części Tatr Wysokich. Siodło Bartkowej Przełączki oddziela Bartkową Turnię na zachodzie od Małego Ganku na wschodzie (dokładnie od nienazwanej małej turniczki znajdującej się w jego zachodniej grani).
Nazwa Bartkowej Przełączki pochodzi od sąsiedniej Bartkowej Turni, której to nazewnictwo upamiętnia Bartłomieja Obrochtę – muzykanta i przewodnika tatrzańskiego. Bartłomiej Obrochta był jednym z uczestników nieudanej wyprawy na główny wierzchołek Ganku w latach 70. XIX wieku

## Taternictwo
Na Bartkową Przełączkę nie prowadzą żadne znakowane szlaki turystyczne, jest ona dostępna jedynie dla taterników. Przejście przez Bartkową Przełączkę jest jednym z najłatwiejszych sposobów opuszczenia Galerii Gankowej. W przełączce tkwi zaklinowany głaz, a pod nim jest okno skalne. Ku północnej stronie (do Doliny Ciężkiej) z przełączki opada bardzo stroma rynna. Zanika na półce prowadzącej ku Wschodniej Rumanowej Przełęczy. W kierunku południowo-zachodnim (do Dolinki Rumanowej) z przełączki opada stroma i lita rynna.
Drogi wspinaczkowe
- Zachodnią granią ze Wschodniej Rumanowej Przełęczy; IV w skali tatrzańskiej, czas przejścia 45 min

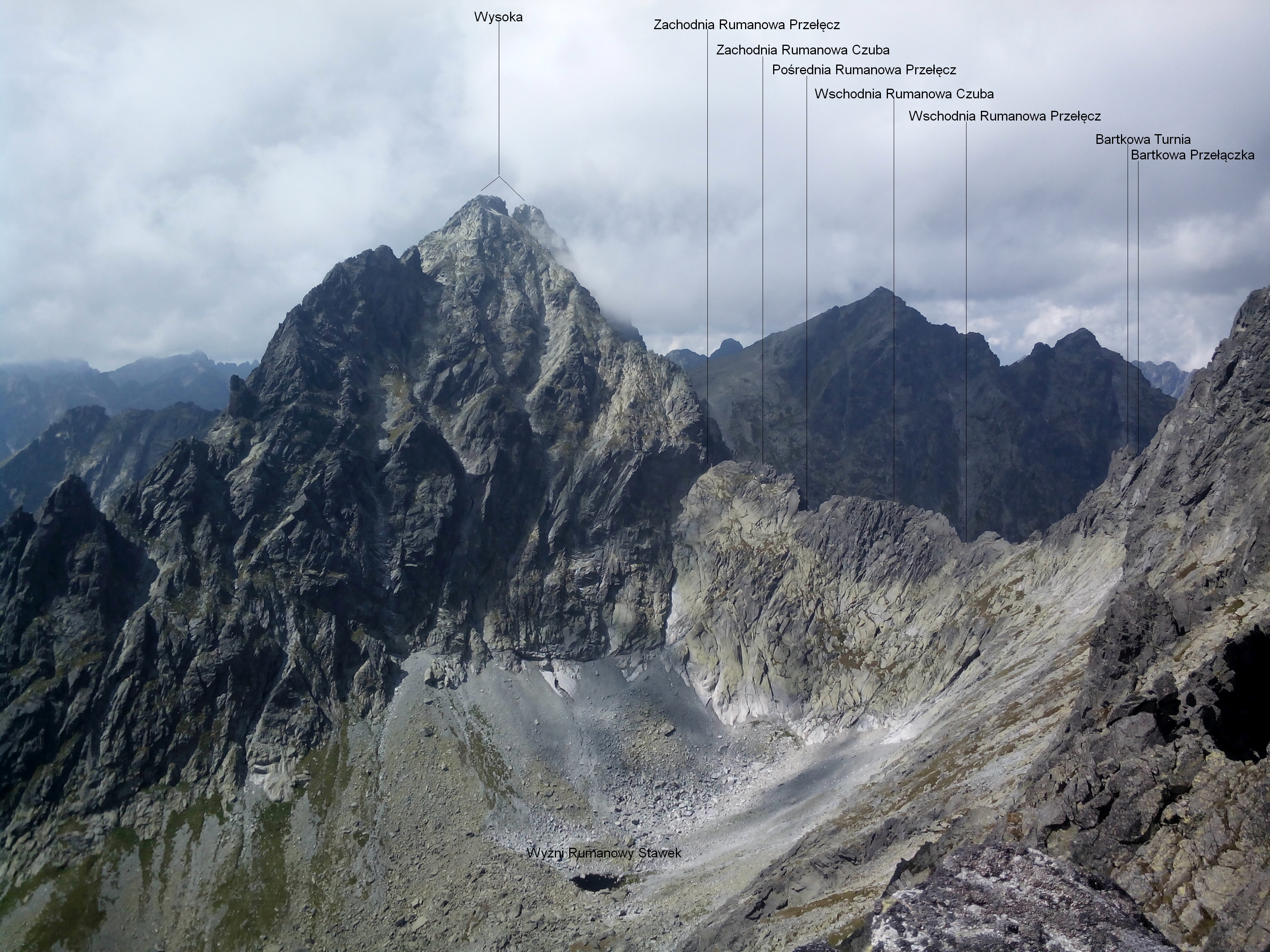
Bartkowa Przełączka wśród opisanych obiektów

- Z Galerii Gankowej; I, 15 min[2].